# ディネッシュ・チャンド
ディネッシュ・チャンド（Dinesh Chand、1972年2月26日 - ）は、フィジーのゴルファー。
フィジーではゴルフ場でボールボーイとして働いていたが、ビジェイ・シンに会ったことをきっかけにゴルファーとしての道を進み始める。
1998年にデサントクラシック(現マンシングウェアオープン KSBカップ)で初勝利を挙げた。現在までに日本のゴルフツアーで3勝を挙げている。